# Cleopatra III
Cleopatra Evèrgete Filomètore Sotèira (in greco antico: Κλεοπάτρα Εὐεργέτις Φιλομήτωρ Σωτήιρα?, Kleopàtra Euerghètis Philomḕtōr Sōtḕira; 160 a.C. circa – settembre 101 a.C.), chiamata nella storiografia moderna Cleopatra III, è stata una regina egizia appartenente al periodo tolemaico.

## Biografia

### Origini familiari
Cleopatra era figlia di Tolomeo VI Filometore e Cleopatra II, tra di loro fratelli. I suoi nonni erano quindi Tolomeo V Epifane e Cleopatra Sira, mentre suo zio era Tolomeo VIII Evergete Fiscone. Era la sorella minore di Tolomeo Eupatore, Tolomeo VII Neo Filopatore e Cleopatra Tea.

### Giovinezza e matrimonio con Tolomeo VIII (160-116 a.C.)
Nel 144 a.C. Cleopatra II, madre di Cleopatra, sposò il fratello minore Tolomeo VIII Evergete II "Fiscone", il quale, ucciso il nipote, si proclamò re d'Egitto e nel 142, ripudiata la sorella, sposò la nipote Cleopatra III, nominandola correggente.
Nel 131, in seguito ad una rivolta scatenata da Cleopatra II, il Fiscone e la moglie furono cacciati da Alessandria d'Egitto, dove tornarono verso il 127 a.C.
Cleopatra III ebbe con Tolomeo VIII cinque figli: Tolomeo IX Filometore Sotere II Latiro, Tolomeo X Alessandro I, Cleopatra Trifena, Cleopatra IV e Cleopatra Selene.

### Regni dei figli e morte (116-101 a.C.)
Quando Tolomeo VIII morì, nel 116 a.C., lasciò il trono alla moglie Cleopatra, che avrebbe dovuto scegliere con quale figlio governare. Cleopatra avrebbe voluto regnare con il figlio più piccolo Tolomeo X Alessandro, ma gli Alessandrini la obbligarono a scegliere Tolomeo IX Latiro, che era governatore di Cipro. Il giovane Alessandro fu mandato a Cipro per sostituire il fratello.
Nel 110 a.C. Cleopatra però accusò Latiro di volerla uccidere e lo depose, richiamando il figlio più piccolo ad Alessandria. L'anno seguente Tolomeo IX riuscì a riconquistare il trono, ma la madre nel 107 a.C. richiamò Tolomeo Alessandro. Dopo aver combattuto la guerra degli scettri al fianco di Tolomeo X Alessandro contro Tolomeo IX Latiro, nel 101 Cleopatra morì, probabilmente fatta assassinare dal figlio Alessandro.

## Discendenza
Dal marito (nonché zio e patrigno) Tolomeo VIII, ebbe cinque figli: 
- Tolomeo IX Sotero (142 a.C. - 81 a.C.);
- Tolomeo X Alessandro (140 a.C. - 87 a.C.);
- Cleopatra Trifena (139 a.C. - 109 a.C.);
- Cleopatra IV (138/135 a.C. - 112 a.C.);
- Cleopatra Selene (135/130 a.C. - 69 a.C.).

## Ascendenza
|               |            |             | Genitori               |  |  | Nonni |  |  | Bisnonni   |  |  | Trisnonni   |  |
|               |            |             |                        |  |  |       |  |  | Tolomeo IV |  |  | Tolomeo III |  |
|               |            |             |                        |  |  |       |  |  | Tolomeo IV |  |  | Tolomeo III |  |
|               |            | Berenice II |                        |  |  |       |  |  | Tolomeo IV |  |  |             |  |
| Tolomeo V     |            |             |                        |  |  |       |  |  | Tolomeo IV |  |  |             |  |
|               |            | Arsinoe III | Tolomeo III            |  |  |       |  |  |            |  |  |             |  |
|               |            | Arsinoe III | Tolomeo III            |  |  |       |  |  |            |  |  |             |  |
|               |            | Arsinoe III | Berenice II            |  |  |       |  |  |            |  |  |             |  |
| Tolomeo VI    |            | Arsinoe III |                        |  |  |       |  |  |            |  |  |             |  |
|               |            | Tolomeo III | Tolomeo II             |  |  |       |  |  |            |  |  |             |  |
|               |            | Tolomeo III | Tolomeo II             |  |  |       |  |  |            |  |  |             |  |
|               |            | Tolomeo III | Arsinoe I              |  |  |       |  |  |            |  |  |             |  |
| Arsinoe III   |            | Tolomeo III |                        |  |  |       |  |  |            |  |  |             |  |
|               |            | Berenice II | Magas (re di Cirene)   |  |  |       |  |  |            |  |  |             |  |
|               |            | Berenice II | Magas (re di Cirene)   |  |  |       |  |  |            |  |  |             |  |
|               |            | Berenice II | Apama II               |  |  |       |  |  |            |  |  |             |  |
| Cleopatra III |            | Berenice II |                        |  |  |       |  |  |            |  |  |             |  |
|               | Tolomeo IV | Tolomeo III |                        |  |  |       |  |  |            |  |  |             |  |
|               | Tolomeo IV | Tolomeo III |                        |  |  |       |  |  |            |  |  |             |  |
|               | Tolomeo IV | Berenice II |                        |  |  |       |  |  |            |  |  |             |  |
| Tolomeo V     | Tolomeo IV |             |                        |  |  |       |  |  |            |  |  |             |  |
|               |            | Cleopatra I | Antioco III            |  |  |       |  |  |            |  |  |             |  |
|               |            | Cleopatra I | Antioco III            |  |  |       |  |  |            |  |  |             |  |
|               |            | Cleopatra I | Laodice III            |  |  |       |  |  |            |  |  |             |  |
| Cleopatra II  |            | Cleopatra I |                        |  |  |       |  |  |            |  |  |             |  |
|               |            | Antioco III | Seleuco II             |  |  |       |  |  |            |  |  |             |  |
|               |            | Antioco III | Seleuco II             |  |  |       |  |  |            |  |  |             |  |
|               |            | Antioco III | Laodice II             |  |  |       |  |  |            |  |  |             |  |
| Cleopatra I   |            | Antioco III |                        |  |  |       |  |  |            |  |  |             |  |
|               |            | Laodice III | Mitridate II del Ponto |  |  |       |  |  |            |  |  |             |  |
|               |            | Laodice III | Mitridate II del Ponto |  |  |       |  |  |            |  |  |             |  |
|               |            | Laodice III | Laodice                |  |  |       |  |  |            |  |  |             |  |
|               |            | Laodice III |                        |  |  |       |  |  |            |  |  |             |  |